# Harte Lyamine
 (juillet 2011).
Si vous disposez d'ouvrages ou d'articles de référence ou si vous connaissez des sites web de qualité traitant du thème abordé ici, merci de compléter l'article en donnant les références utiles à sa vérifiabilité et en les liant à la section « Notes et références ».
Harte Lyamine (ou lhart niâamiyn, حارة اليمين, ⵍⵃⴰⵔⵜ ⵏ ⵉⵄⴰⵎⵉⵢⴻⵏ) est un village au sud-est du Maroc, près de la ville Tinghir de 12 km.